# San Fernando (Chile)
San Fernando ist eine Stadt in Chile. Nach amtlicher Schätzung hat sie 58.598 Einwohner (Stand: 2017) und ist die Hauptstadt der Provinz Colchagua. Sie liegt in der Región del Libertador General Bernardo O’Higgins.

## Geografie und Klima
San Fernando liegt am Río Tinguiririca, einem linken Nebenfluss des Río Rapel, rund 132 km südlich der Hauptstadt Santiago an der Panamericana sowie an Chiles wichtigster längsverlaufender Eisenbahnlinie.
Die durchschnittliche Temperatur im Jahr liegt bei 14 °C. Die Regenmenge liegt bei 490 mm/Jahr.

## Geschichte
Die Stadt wurde am 17. Mai 1742 von Gouverneur José Antonio Manso de Velasco gegründet. Dem Nationalhelden im Unabhängigkeitskrieg Manuel Rodríguez Erdoíza (1785–1818) wurde in der Stadt ein Monument gesetzt. Am 12. Februar 1817 eroberte er San Fernando von den Spaniern. Am selben Tag fand auch die berühmte Schlacht von Chacabuco statt, allerdings rund 50 km nördlich ohne seine Beteiligung.
1840 wurde die Stadt zur Hauptstadt der Provinz Colchagua.

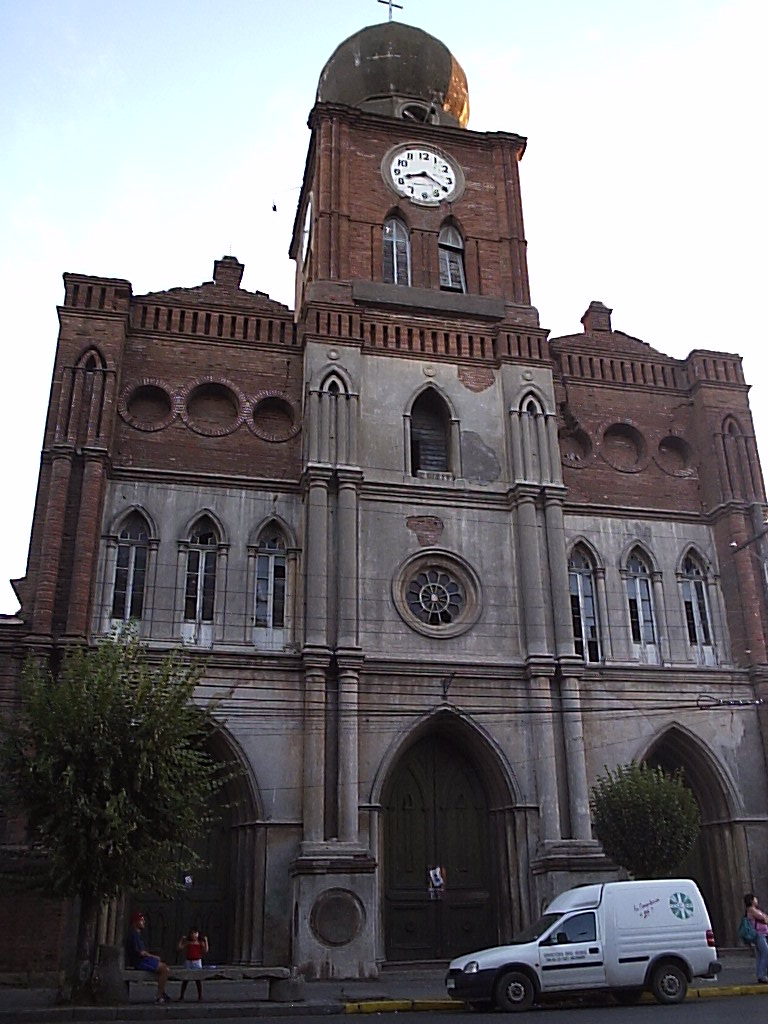
Iglesia San Francisco

## Sehenswürdigkeiten
Touristisch interessant ist die Kirche Iglesia San Francisco aus dem Jahre 1744, ein nationales Monument seit 1984. 17 km südlich der Stadt liegt die Brücke Puente Negro über den Río Claro. Hier liegt ein schönes Ausflugsgebiet. Für Weinliebhaber führt die Ruta Del Vino De Colchagua durch das Valle de Colchagua mit seinen Weingütern.
Das Museum Museo Casa Patronal de Lircunlauta zeigt die Geschichte der Provinz Colchagua. 
18 km südlich der Stadt liegt Chimbarongo, die berühmt für Flechtarbeiten aus Korb-Weiden ist.

## Wirtschaft
San Fernando ist eine typische Industrie- und Dienstleistungsstadt. Im Umland stehen der Anbau von Wein, Obst, Weizen, Reis und Tabak im Vordergrund. Der Tourismus ist nicht so stark ausgeprägt. Berühmt sind die in der Stadt veranstalteten Rodeos.

## Söhne und Töchter der Stadt
- José Gregorio Argomedo (1767–1830), Anwalt und Politiker
- Agustina Gutiérrez Salazar (1851–1886), Malerin und Zeichnerin
- Alberto Valenzuela Llanos (1869–1925), Maler
- Lautaro García (1895–1982), Maler, Sänger und Dramatiker
- Guillermo Fuenzalida (1918–1977), Fußballspieler
- Ginette Acevedo (* 1942), Sängerin
- Juan Enrique Carreño (* 1968), Fußballspieler
- Ricardo Basilio Morales Galindo (* 1972), Ordensgeistlicher, Bischof von Copiapó
- Mario Salas Becerra (* 1973), Ordensgeistlicher, Weihbischof in Valparaíso
- Macarena Reyes (* 1984), Weitspringerin
- Carlos Cisternas (* 1985), Fußballspieler
- Ana Stephanie Vaquer González (* 1993) Profi-Wrestlerin